# Paul Egli
Paul Egli (Dürnten, 18 agosto 1911 – Dürnten, 23 gennaio 1997) è stato un ciclista su strada e ciclocrossista svizzero.
Professionista dal 1934 al 1947, vinse i Campionati del mondo da dilettante nel 1933, dopo che fu secondo nel 1932, mentre da professionista fu terzo nel 1937 e secondo nel 1938.
Fra i suoi successi figurano anche tre edizioni del Campionato di Zurigo e due Campionati svizzeri, inoltre nel Tour de France 1936 vinse la prima tappa indossando per un giorno la maglia gialla; sue anche quattro tappe al Tour de Suisse.

## Palmarès

### Strada
- 1932 (dilettanti)

Gran Premio di Ginevra
- 1933 (dilettanti)

Campionati del mondo, Prova in linea Dilettanti
- 1934

Campionato di Zurigo
3ª tappa Tour de Suisse
1ª tappa Circuit du Midi
- 1935

Campionati svizzeri, Prova in linea
Campionato di Zurigo
1ª tappa Vuelta al País Vasco
- 1936

Campionati svizzeri, Prova in linea
1ª tappa Tour de France
4ª tappa, 1ª semitappa Tour de Suisse
4ª tappa, 2ª semitappa Tour de Suisse
- 1937

3ª tappa Tour de Suisse
- 1940

Campionati svizzeri, Prova in linea militari
- 1941

Tour du Nord-Ouest
- 1942

Campionato di Zurigo

#### Altri successi
- 1937

Criterium di Lucerna

### Ciclocross
- 1932 (dilettanti)

Campionati svizzeri

## Piazzamenti

### Grandi Giri
- Tour de France

1936: ritirato
1937: 29º
1938: 31º

### Classiche monumento
- Milano-Sanremo

1934: 13º
- Parigi-Roubaix

1934: 29º
1939: 32º

### Competizioni mondiali
- Campionati del mondo

Roma 1932 - In linea Dilettanti: 2º
Montlhèry 1933 - In linea Dilettanti: vincitore
Lipsia 1934 - In linea: 6º
Floreffe 1935 - In linea: ritirato
Berna 1936 - In linea: 4º
Copenaghen 1937 - In linea: 3º
Valkemburg 1938 - In linea: 2º